# Orange County National Golf Center and Lodge

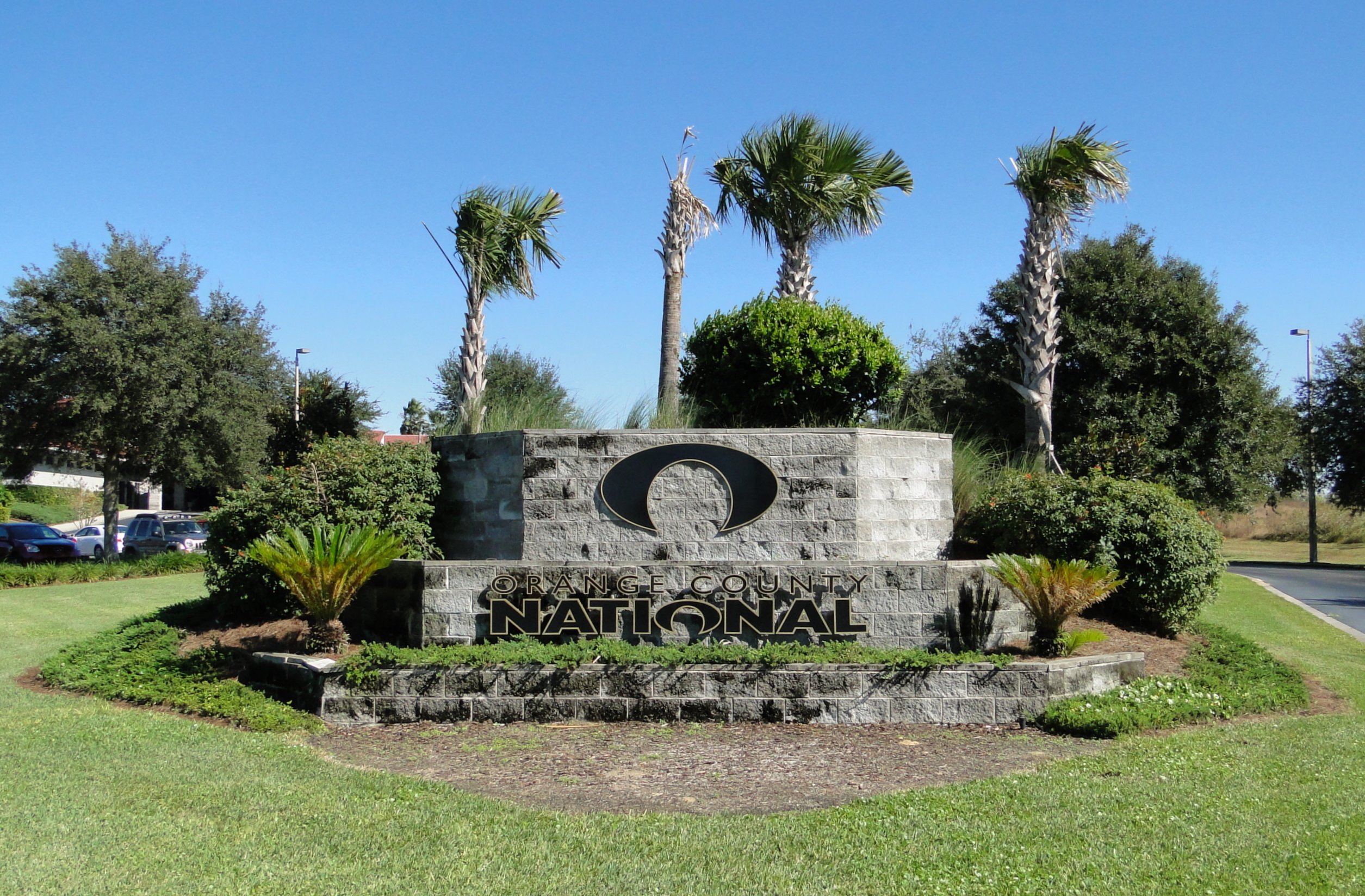
Välkomstskylten till Orange County National Golf Center and Lodge, 2009.

Orange County National Golf Center and Lodge är en golfklubb som ligger i Winter Garden, Florida i USA. Golfklubben grundades 1997 och ägdes då av ett samriskföretag mellan Phil Ritson, countyt Orange County och staden Orlando. Golfklubben ägdes senare av försäkringsbolaget AIG som sålde den i mars 2012 till Celebration Golf Management.
Golfklubben har två golfbanor, Crooked Cat Golf Course och Panther Lake Golf Course. Båda designades av Dave Harman och Phil Ritson med hjälp av den japanske golfspelaren Isao Aoki. De två har 18 hål och 72 i par. Crooked Cat är totalt 6 852 meter (7 493 yards) medan Panther Lake är totalt 6 721 meter (7 350 yards).
Orange County National Golf Center and Lodge har stått som värd för tävlingar på Korn Ferry Tour och för Liv Golf Orlando.